# アレン・ウェスト (政治家)

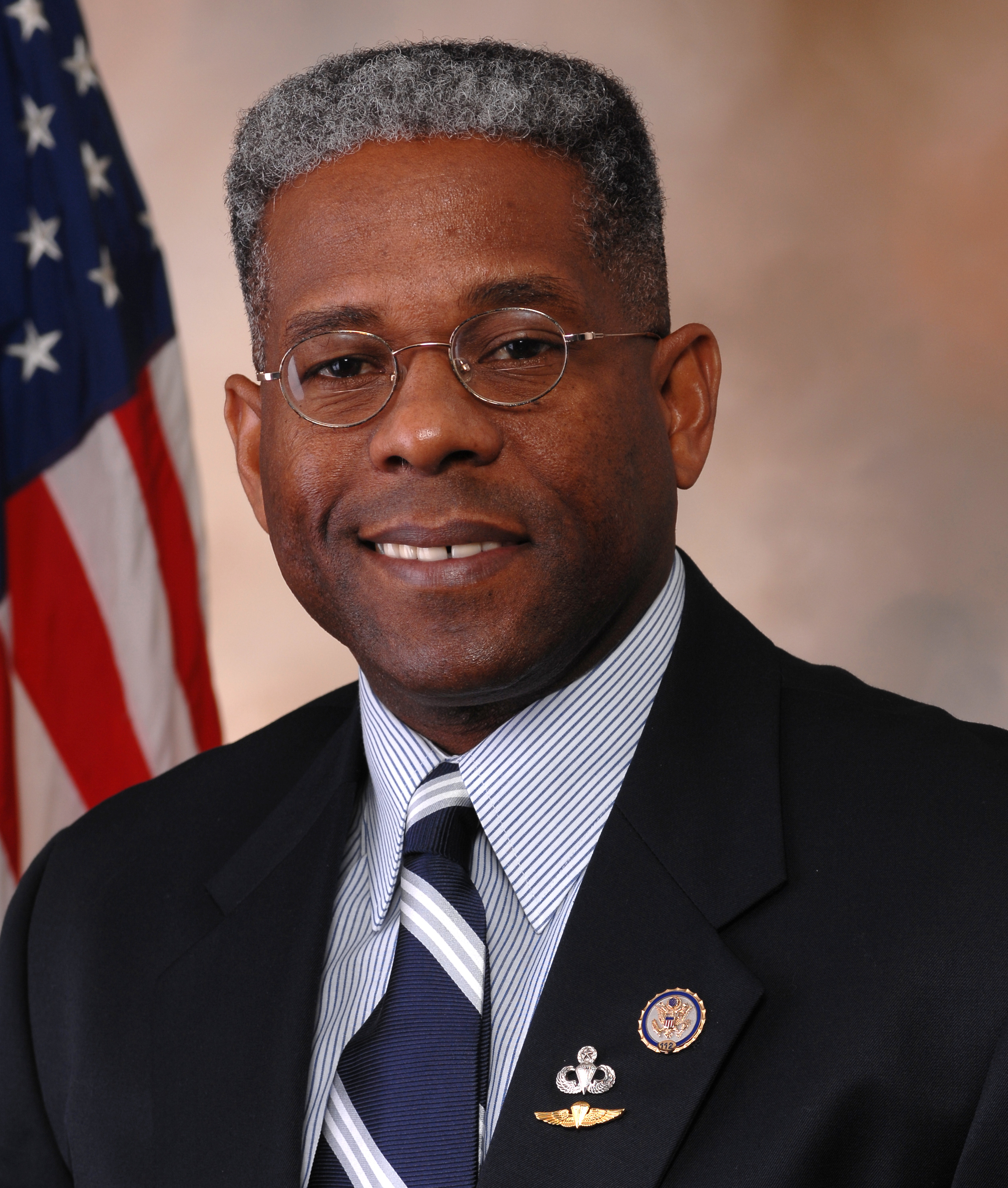

アレン・バーナード・ウェスト（Allen Bernard West、1961年2月7日 - ）は、アメリカの政治家、陸軍軍人。共和党員。黒人初のフロリダ州選出共和党下院議員。下院議員、テキサス共和党（共和党テキサス支部）委員長を歴任した。最終階級は陸軍中佐。

## 来歴
ジョージア州アトランタ生まれ。父ハーマン・ウェスト・シニアは第二次世界大戦の帰還兵で、母エリザベス・ウェストはアメリカ海兵隊の民間従業員であった。両親は共に民主党員であったが、アレンは両親の影響により保守派となったとしている。兄は海兵隊員としてベトナム戦争に従軍している。グラディ高校在学中にはジュニア予備役将校訓練課程（JROTC）にも参加した。政治学を専攻し、1983年にテネシー大学よりBAを、1886年にカンザス州立大学よりMAを取得。また、アメリカ陸軍指揮幕僚大学でも軍事科学、政治理論、軍事歴史など。学び、修士号（Master of Military Art and Science）を取得した。
1982年、アメリカ陸軍入営。湾岸戦争とイラク戦争に従軍した。2004年に行われた調査によりイラクのタジで米兵によるイラク人抑留者への尋問に関する行為が問題視され、同年に陸軍を除隊した。最終階級は陸軍中佐。除隊後、家族と共にフロリダ州に移り、1年間の高校教師生活を経て、アフガニスタン国軍の顧問などとして2年間民間軍事会社に勤務した。
2008年にフロリダ州第22選挙区から共和党候補として下院の選挙に出馬したが、民主党候補のロン・クラインに9.4％の差で敗北した。
2010年にフロリダ州第22選挙区に再び出馬した。CPACで演説し、唯一の若き共和党の黒人系候補者としてサラ・ペイリンら草の根保守運動の茶会運動の熱烈な支持を受け、茶会運動から「ティーパーティースター」と呼ばれた。また、共和党のリバタリアン系下部組織の共和党リバティコーカス（Republican Liberty Caucus）からも支持、推薦を受ける。結果として現職のロン・クライン（民主党）に勝利し、ティム・スコット下院議員に続いて茶会運動が後押しする黒人系の共和党下院議員となった。
2012年の選挙で白人系の民主党候補のパトリック・マーフィーに敗れ、2013年に任期を終了した。